# Кинберг (Золотурн)
Кинберг (нем. Kienberg SO) — коммуна в Швейцарии, в кантоне Золотурн. 
Входит в состав округа Гёсген. Население составляет 523 человека (на 31 декабря 2007 года). Официальный код — 2492.